# Naplouse
Naplouse (en arabe : نابلس, Nablus ; en hébreu : שְׁכֶם, Chékhem ou Sichem) est une ville située en Palestine (Cisjordanie, en partie occupée par l'armée israélienne et par des colons juifs). Chef-lieu du gouvernorat de Naplouse, elle fait partie des territoires actuellement administrés par l'Autorité palestinienne.
La commune de Naplouse comptait une population d'environ 150 000 habitants en 2016. 
Elle abrite des lieux saints de différentes religions, juifs, samaritains, musulmans et chrétiens.

## Géographie

### Situation
Elle se trouve en Cisjordanie, à environ 65 kilomètres au nord de Jérusalem et environ 50 au nord de Ramallah, siège de l'Autorité nationale palestinienne.

### Communes limitrophes
Naplouse est globalement tributaire de la situation particulière de la Cisjordanie depuis les accords d'Oslo, divisée en trois zones d'autonomie plus ou moins forte : la zone A dont fait partie le territoire de Naplouse relève pour l'administration civile de l'Autorité palestinienne, établie à Ramallah, mais la route 60 toute proche et le mont Garizim font partie de la zone C, où l'autorité israélienne est totale.

### Relief et hydrographie
Le centre de Naplouse est situé dans une vallée d'une altitude de 550 mètres, orientée nord-ouest/sud-est, entre le mont Ébal (940 m) au nord et le mont Garizim (881 m) au sud.

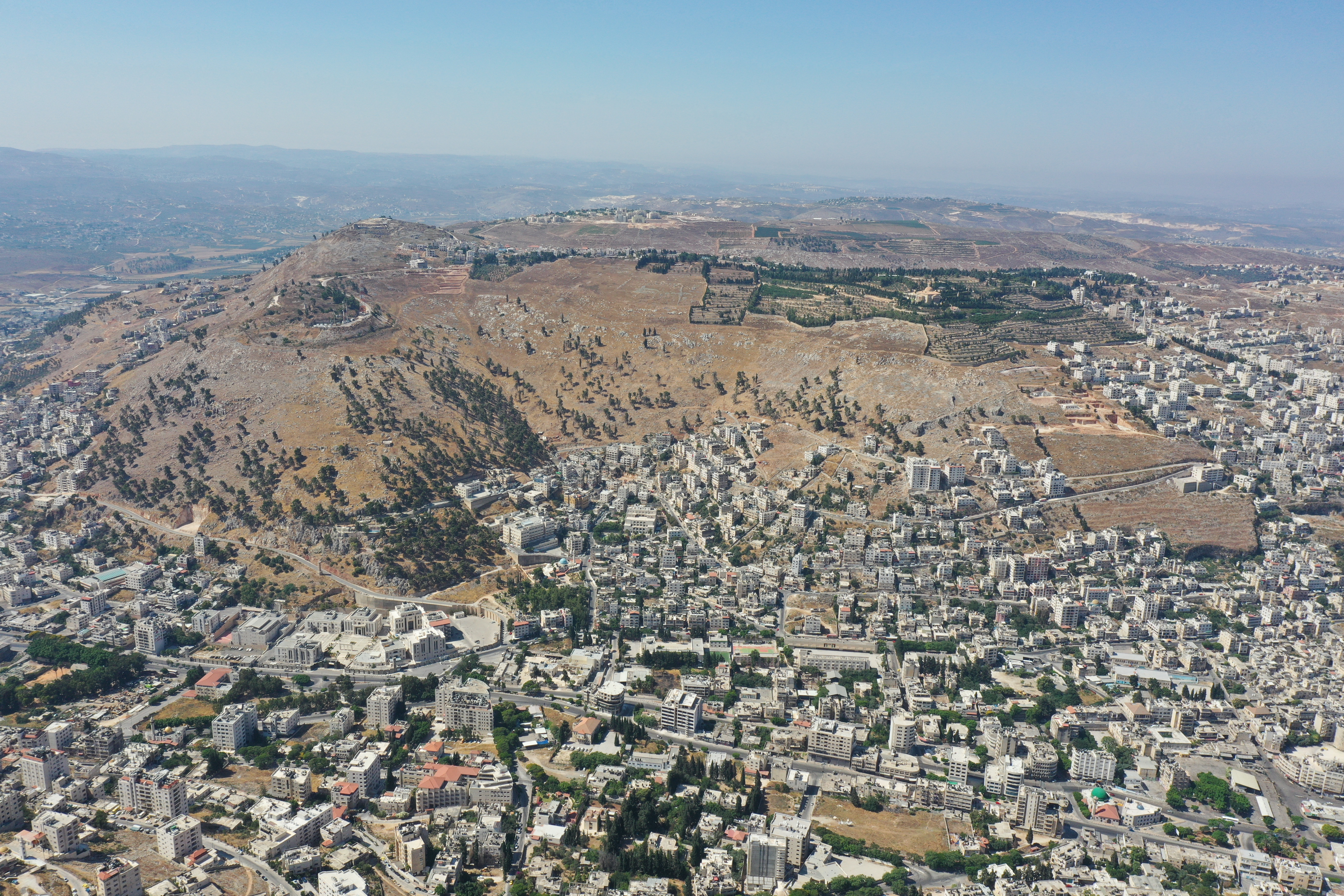
Le mont Garizim surplombant Naplouse, juillet 2020.

### Voies de communication
À 3 km à l'ouest de Naplouse passe la route 60 qui relie Nazareth (Israël) au nord à Beer-Sheva (Israël) au sud en passant par Jénine (Cisjordanie), Jérusalem et Hébron (Cisjordanie). En Cisjordanie, la route 60 est sous la surveillance de l'armée israélienne, mais il y règne cependant une grande insécurité. 
De cette route partent des routes vers Haïfa, Netanya et Tel Aviv-Jaffa, trois villes d'Israël situées sur le littoral.

## Histoire

### Antiquité

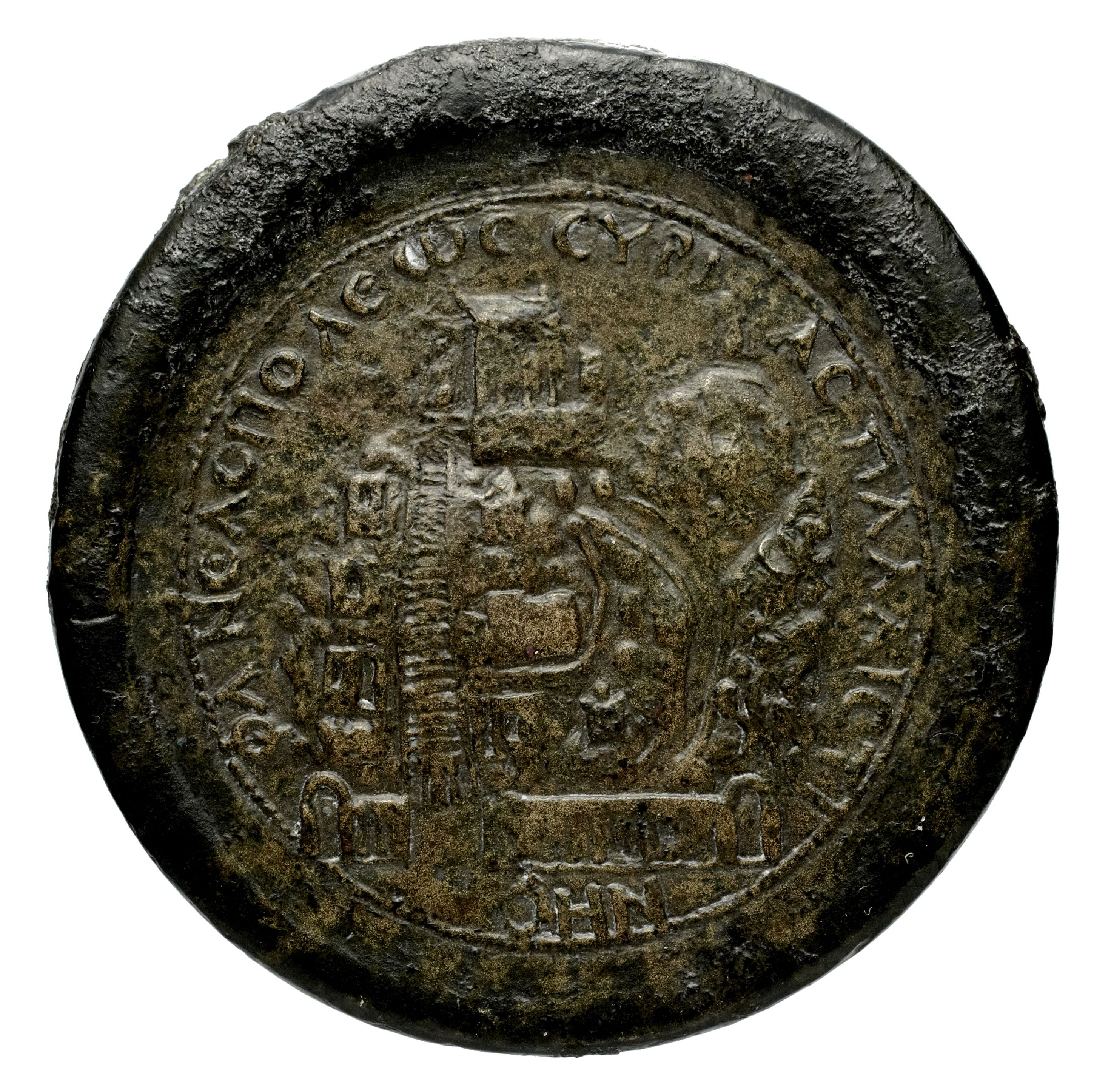
Monnaie frappée en la cité de Néapolis.

La ville, fondée en 72 par les Romains, est nommée Flavia Neapolis (« Nouvelle cité flavienne »), en l'honneur de l'empereur Vespasien, de son nom romain Titus Flavius Vespasianus, qui règne de 70 à 79. 
Celui-ci la fait construire à la place d'un village samaritain appelé Mabartha, situé à environ deux kilomètres à l'ouest de la ville de Sichem (שְׁכֶם), première capitale de l'ancien royaume d'Israël, dont le nom est utilisé pour désigner Naplouse en hébreu. Elle est initialement peuplée d'anciens légionnaires romains (vétérans) qui reçoivent des parcelles de terre à cultiver. 
L'empereur Hadrien (vers 130) y fait construire un grand théâtre pouvant accueillir sept mille spectateurs. Les archéologues ont trouvé des pièces de monnaie de cette époque avec des emblèmes militaires et les visages des dieux et déesses grecs Zeus, Artémis, Sérapis ou Asclépios. Neapolis est entièrement païenne à l'époque. Le chrétien Justin de Naplouse naît dans la cité au IIe siècle et étudie le platonisme. La cité est prospère et tire encore des bénéfices de la lutte entre Septime Sévère et Pescennius Niger en 198-199. Cependant, elle prend parti pour ce dernier, et Septime Sévère en conséquence lui ôte ses privilèges commerciaux en faveur de Sébaste.
Philippe l'Arabe transforme Flavia Neapolis en Julia Neapolis en 244 et y fait venir de nouveaux colons romains. Elle garde le statut de colonie jusqu'en 251 sous Trébonien Galle. La ville à cette époque devient majoritairement chrétienne, avec une minorité samaritaine. L'évêque de Neapolis participe au concile de Nicée en 325.

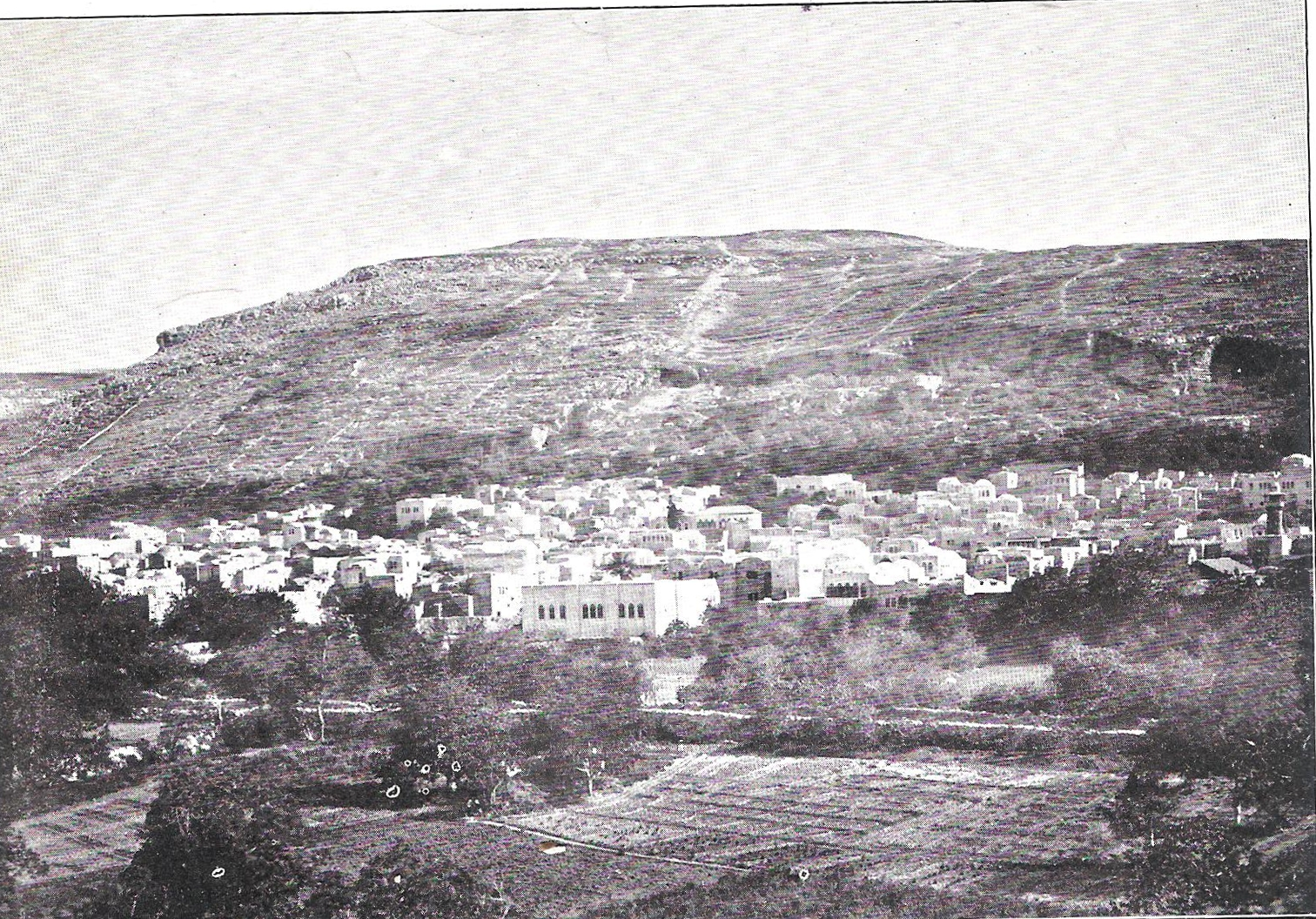
Le mont Garizim à la fin du XIXe siècle

Des révoltes de Samaritains interviennent au Ve siècle, notamment en 451, à cause de relèvements de taxes. La ville, comme toute la Palestine, fait partie de la Syrie sous administration de l'Empire romain d'Orient, ou Empire byzantin et elle est agitée par les querelles du monophysisme - les monophysites refusant le retour du patriarche Juvénal au siège de Jérusalem. Les tensions augmentent en 485, lorsque des Samaritains assassinent des fidèles chrétiens qui se trouvaient dans la cathédrale de la ville, sous prétexte de rumeurs indiquant que les dépouilles des fils et petits-fils d'Aaron seraient transférées ailleurs par les chrétiens. L'évêque Térébinthe, qui a été blessé dans l'affaire, se rend à Constantinople pour demander un renforcement de la garnison. L'empereur Zénon fait bâtir une église dédiée à la Théotokos (Vierge Marie) au mont Garizim - lieu saint des Samaritains - et empêche ces derniers de se rendre sur leur colline sacrée. Ils se rebellent sous le règne de son successeur, l'empereur Anastase Ier, et plus tard la révolte est matée par Procope, gouverneur romain (c'est-à-dire byzantin) d'Édesse. Une dernière révolte intervient en 529, qui débute par l'assassinat de l'évêque Ammonas, tandis que les prêtres de la cité sont écartelés, puis brûlés avec les reliques des saints. Justinien Ier envoie ses troupes qui saccagent la cité ; les Samaritains qui ne s'enfuient pas sont en grande partie massacrés.
Neapolis connaît ensuite une grande période de prospérité qui dure un siècle.

### Moyen Âge

#### Période des califats musulmans
Après la conquête de la cité par les musulmans, Arabes venus de Médine et La Mecque, en 636, quatre ans seulement après la mort du prophète Mahomet, la cité est renommée Nablus, arabisation de son ancien nom. La cité continue d'être une ville commerciale d'importance, et change de population sous la pression démographique de nouveaux immigrés musulmans venus de Perse et d'Arabie, et de l'arrivée de commerçants juifs. Les chrétiens et les Samaritains demeurent toutefois une fraction importante de la population. 
Le géographe arabe Al-Maqdisi la décrit au Xe siècle, comme un « petit Damas ». Naplouse est réputée pour ses ateliers de tissage, en particulier du lin, ses oliveraies et sa grande place du marché. La ville est entourée de moulins. On y construit la première mosquée fort imposante, tandis que la population s'islamise peu à peu, les chrétiens et les Samaritains étant soumis à des impôts plus importants. De plus, l'usage de l'arabe supplante définitivement l'usage du grec vers le Xe siècle.

#### Période du royaume croisé de Jérusalem

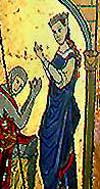
La reine Mélisende.

Les Croisés arrivent ici en 1099 avec Tancrède et la renomment « Naples » (le nom de la « Naples » italienne vient aussi d'une ancienne « Neapolis », tout comme « Nabeul » en Tunisie). La cité devient la ville majeure en la seigneurie de Naplouse, un fief du royaume de Jérusalem. Elle est épargnée des combats, et des croisés s'y installent même. Le concile de Naplouse s'y réunit en 1120 et jette les fondations des premières codifications et lois du royaume franc. La communauté samaritaine a le droit de construire une nouvelle synagogue vers 1130, l'ancienne étant transformée en église.
C'est vers 1140 et le milieu du XIIe siècle que les Arabes musulmans et leurs troupes turques reprennent leurs attaques à partir de leur base arrière de Damas. Ils brûlent les églises et une partie de la ville en 1137, mais finissent par être repoussés. La reine Mélisende de Jérusalem demeure à Naplouse qui retrouve sa prospérité, entre 1150 et 1161. Les croisés restaurent et agrandissent la ville, font construire une nouvelle église dédiée à la Passion du Christ et une autre à sa Résurrection, ainsi qu'une vaste hôtellerie pour les pèlerins chrétiens.
Cependant, les musulmans commandés par la dynastie ayyoubide s'emparent de Naplouse en 1187. La majorité des chrétiens latins s'enfuit par crainte de vengeance, tandis que les chrétiens arabes grecs-orthodoxes et les Samaritains demeurent, ainsi bien sûr que les musulmans.
Les églises croisées et la synagogue samaritaine sont transformées en mosquées.

#### Période des Mamelouks du Caire
Les Mamelouks d'Égypte s'emparent de Naplouse en 1260, y font construire de nouvelles écoles et de nouvelles mosquées, des bains turcs et des canalisations d'eau. L'huile d'olive et le savon de Naplouse sont exportés et réputés, jusqu'en Syrie, Arabie, Égypte et les îles méditerranéennes, ainsi que la confiture de caroube.

### Période ottomane (1517-1917)
La Palestine tombe sous l'autorité ottomane en 1517. Elle fait partie de la Syrie ottomane et est divisée en six districts (sandjak) dont Naplouse est l'un d'eux. Le district de Naplouse est lui-même divisé en cinq sous-districts en plus de la ville. Les subdivisions correspondent aux terres et à l'influence de puissantes familles. L'islam devient nettement majoritaire au XVIe siècle. En 1552, seules quelque douze famille juives se trouvent dans la ville, rencontrées par le voyageur Moïse Bassola (en). Des recensements municipaux effectués au XVIe siècle témoignent toutefois d'une communauté juive comptant de 30 à 70 familles. Naplouse est pacifiée à plusieurs reprises surtout en 1657 grâce à l'intervention et aux finances de familles et tribus syriennes. En remerciement pour leur participation au retour au calme, le pouvoir du sultan attribue des terres et des villages à ces familles, comme les Nimr, originaires d'Homs, les Djarrar ou les Touqan, qui dirigent l'administration de la ville.
Daher el-Omar, gouverneur galiléen en rivalité avec le pouvoir ottoman s'allie au milieu du XVIIIe siècle avec les Mamelouks pour les faire revenir dans la région, et fait lever des troupes, mais Naplouse ne succombe pas, cependant Naplouse passe sous la juridiction de Saint-Jean-d'Acre, jusqu'en 1804.

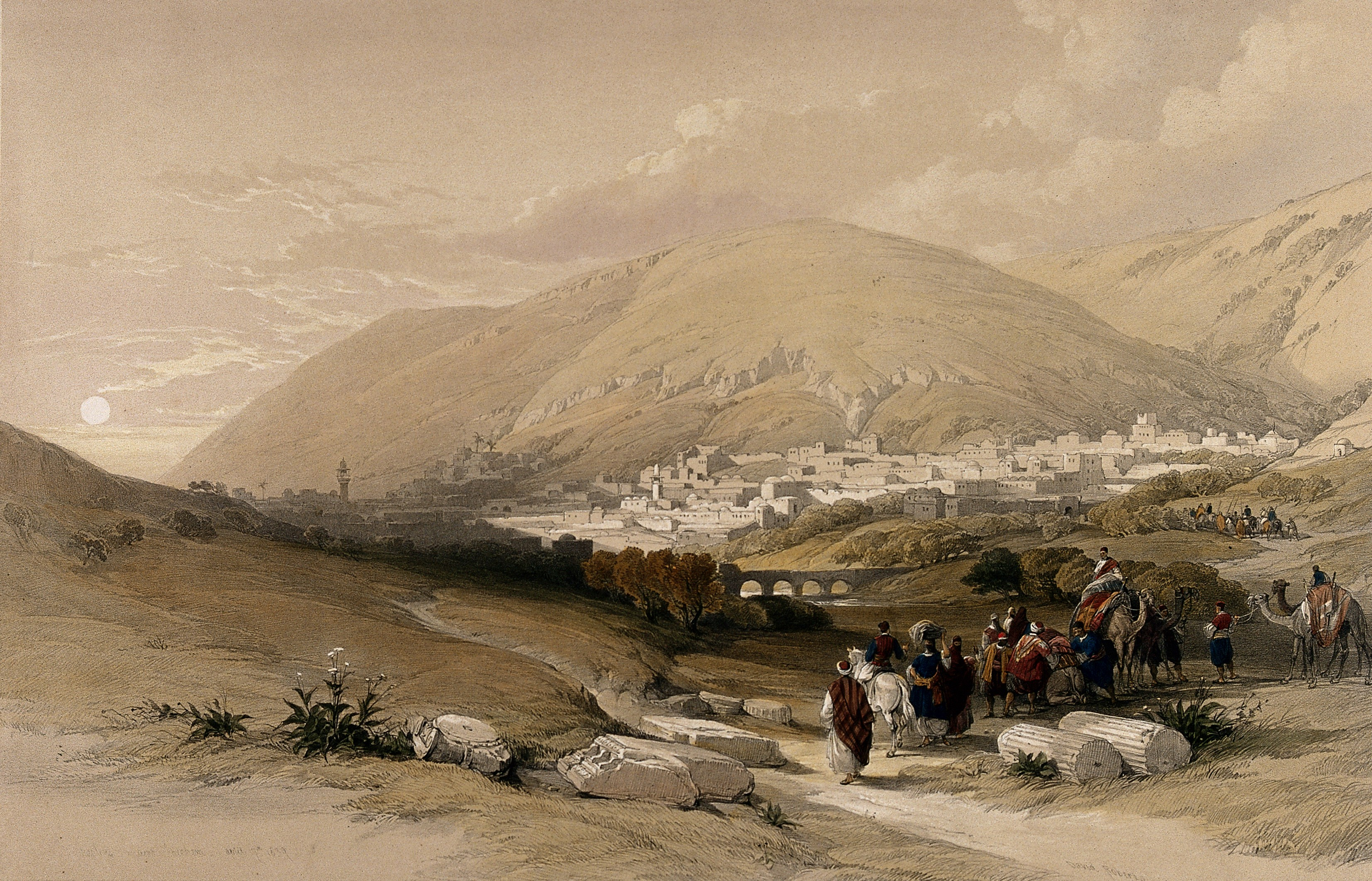
Naplouse en 1842, par David Roberts.

L'Égypte obtient son autonomie sous Méhémet Ali et part à la conquête de la Palestine en 1831-1832. Cependant en 1834, les clans des grandes familles de Naplouse se rebellent contre l'autorité égyptienne, à cause de l'augmentation des impôts et d'une politique de conscription répressive. Jérusalem est conquise par la rébellion le 31 mai 1834, mais les rebelles sont délogés un mois plus tard par les soldats d'Ibrahim Pacha. La forteresse de Saint-Jean-d'Acre est détruite, ce qui a pour conséquence de favoriser le développement de Naplouse. Les Ottomans reprennent le pouvoir en main et mettent le clan Abd al-Hadi à la tête des instances locales.

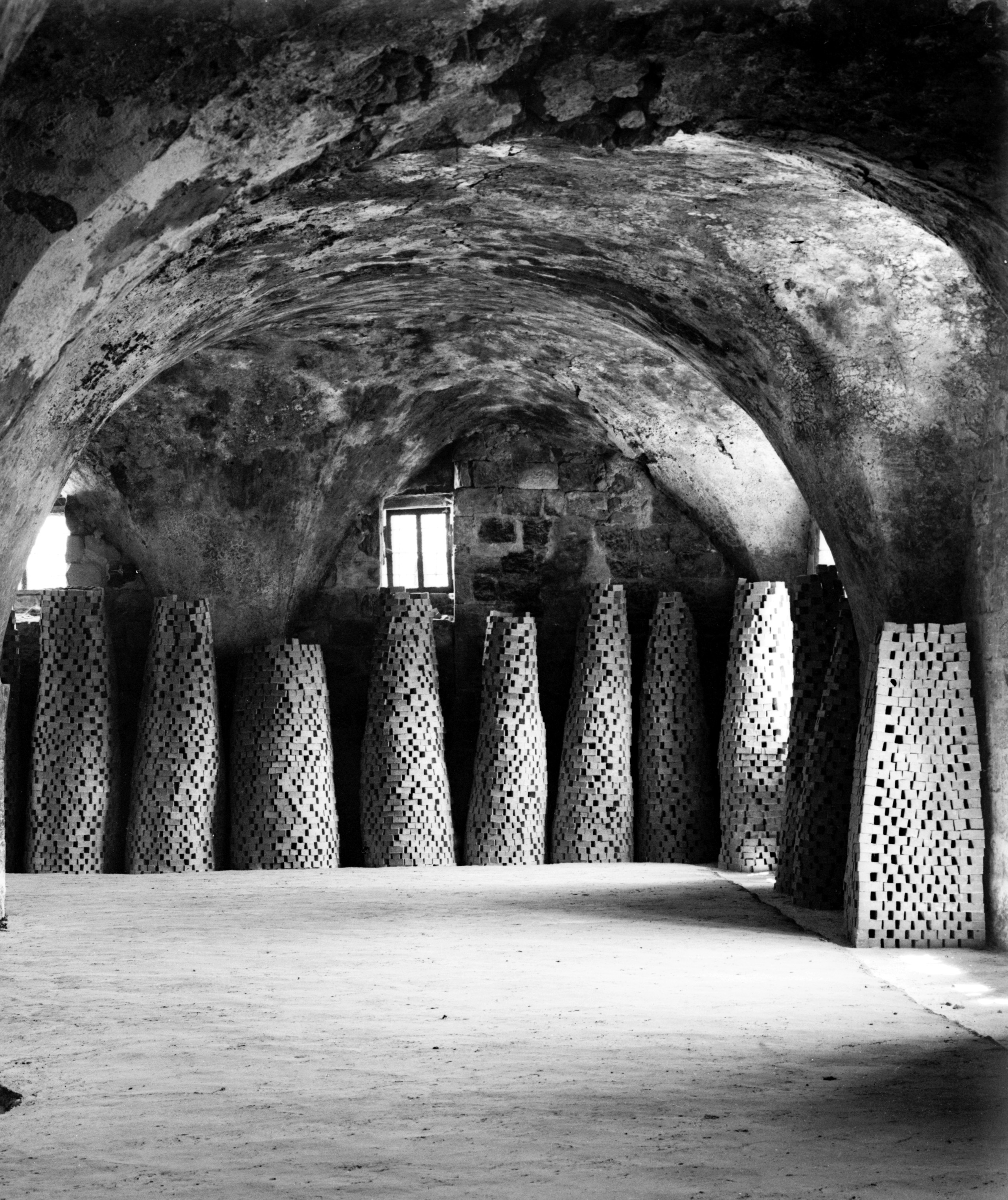
Savons de Naplouse en train de sécher (vers 1910).

Naplouse surpasse en importance Jérusalem, Acre, ou Jaffa. Son activité principale est liée à la fabrique et au commerce d'huile d'olive et de ses produits dérivés, comme le savon. C'est aussi une des régions principales de la Syrie ottomane pour le coton, dépassant Damas. 
Du fait de sa situation entourée de collines, Naplouse cultive un certain esprit et aussi un certain état d'autonomie par rapport au pouvoir central ottoman. En 1848, le voyageur historien Baptistin Poujoulat écrit dans Récits et souvenirs d'un voyage en Orient que la ville compte alors 6 000 habitants, musulmans, juifs, samaritains et chrétiens, et qu' « ils vivraient dans l'aisance s'ils n'étaient pas pressurés par l'impôt du gouvernement turc ».

À partir de la fin du XIXe siècle, la présence juive à Naplouse décline, malgré la présence de rabbins reconnus, mais qui n'étaient entourés que de poignées de fidèles. De plusieurs dizaines de familles au début du XVIIIe siècle, la communauté n'en compte aux débuts du sionisme qu'une douzaine, en partie par l'attraction produite par les nouvelles localités juives, relativement éloignées de la Samarie. Le passage au XXe siècle voit l'effacement de la présence juive à Naplouse.

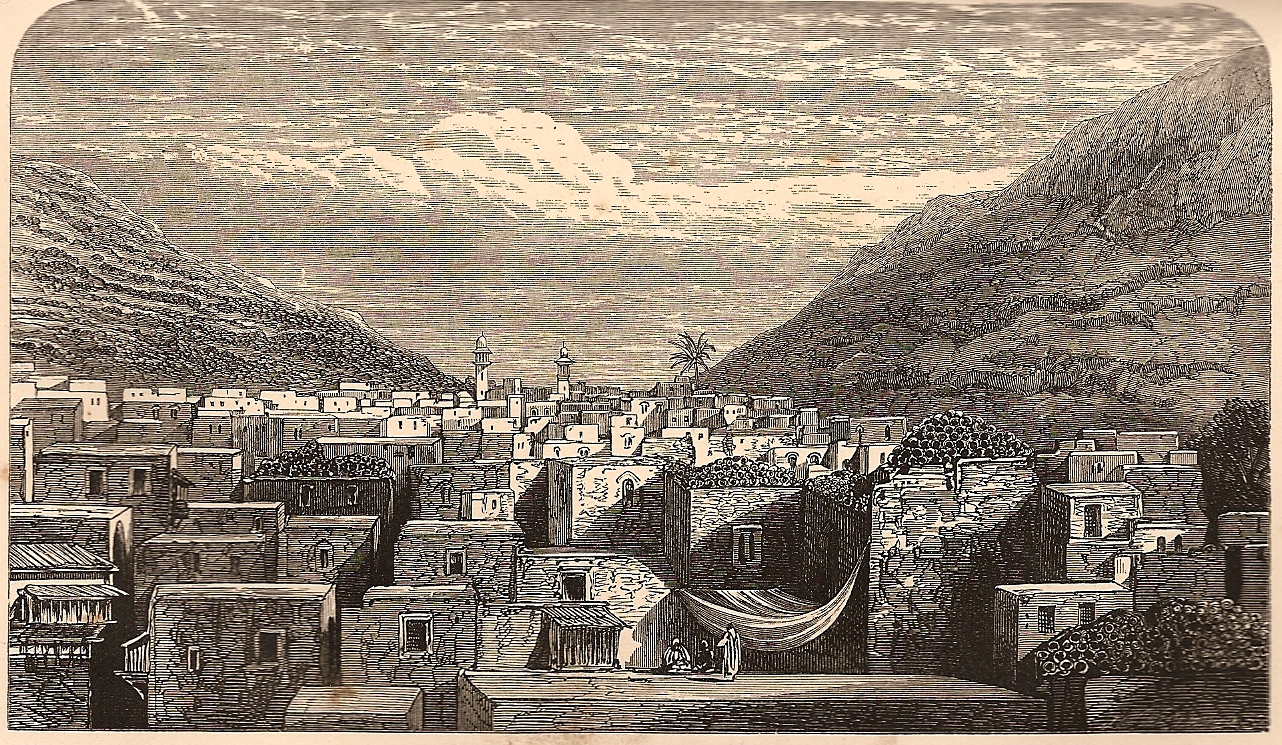
Naplouse en 1865.
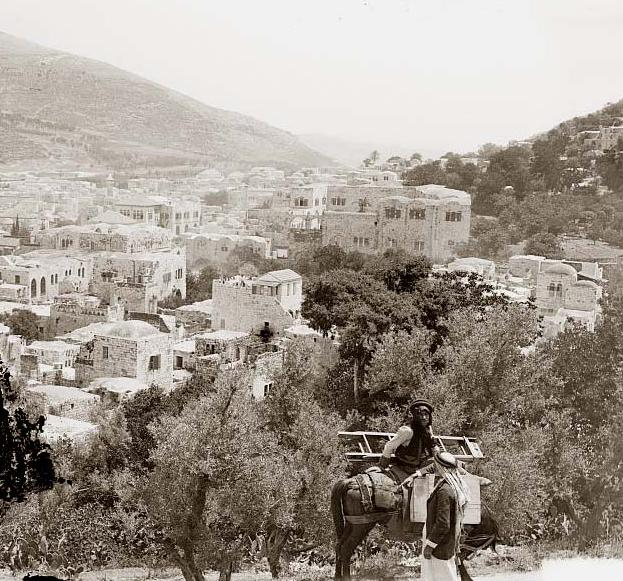
Photographie de Naplouse en 1898.
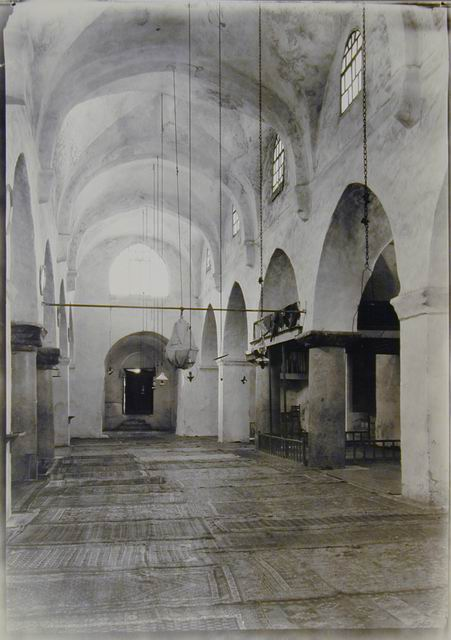
Intérieur de la mosquée an-Nasr, reconstruite dans les années 1930.

### XXesiècle

#### Période de l'occupation, puis du mandat britannique (1917-1948)
Naplouse passe sous autorité britannique à partir de novembre 1917. C'est la fin du pouvoir ottoman. La Société des Nations donne mandat en 1920 aux Britanniques pour favoriser en Palestine la création d'un foyer de peuplement juif.
Un tremblement de terre sévère détruit en 1927 la partie historique de la ville, dont trois-cents bâtiments et la mosquée de la Victoire. La ville est reconstruite, mais elle perd son caractère historique en grande partie. De plus, les Britanniques détruisent le vieux quartier de Qaryoun, foyer de rébellion, après les révoltes de 1936-1939.

#### Période de l'occupation jordanienne (1949-1967)

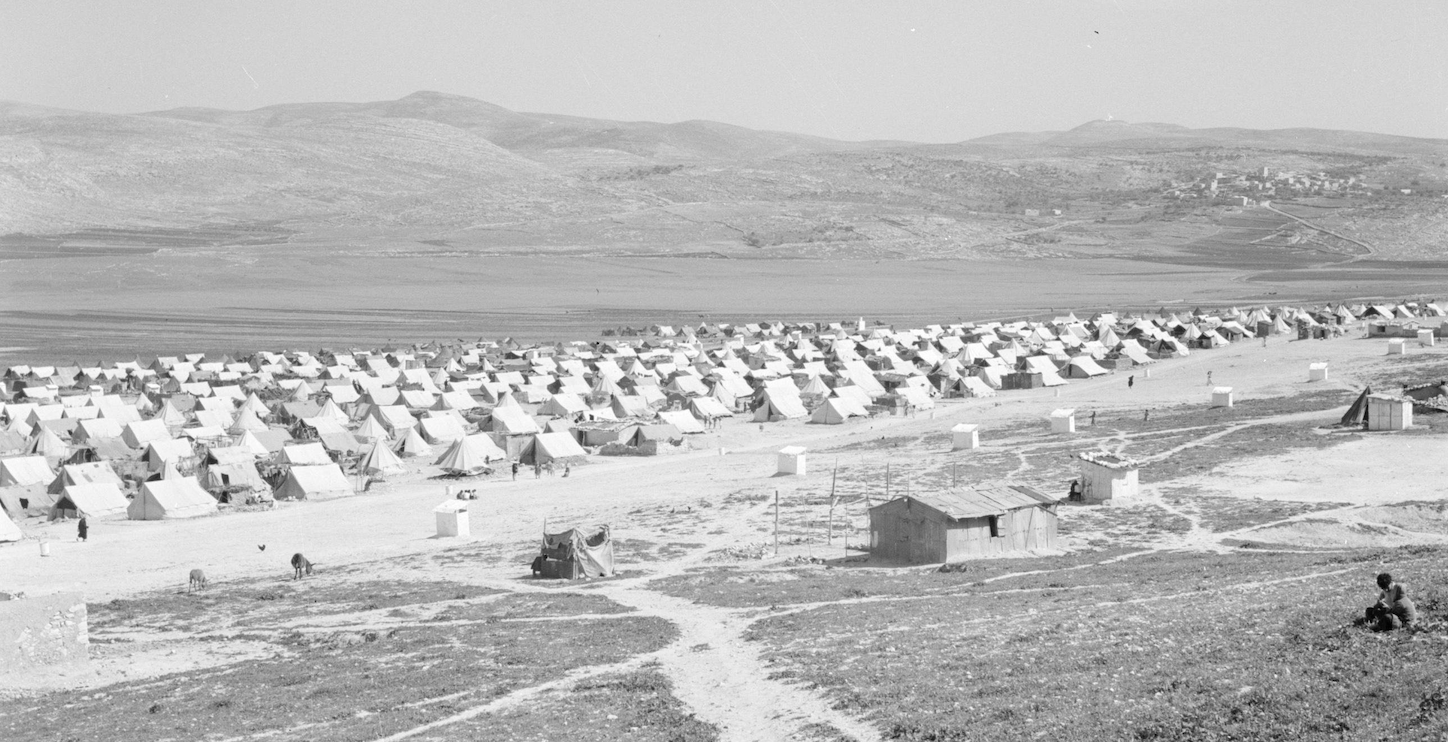
Le camp de réfugiés palestiniens de Balata, en 1950.

Naplouse fait partie de la Cisjordanie, après le plan de partage de 1947. Des milliers de Palestiniens ayant quitté les territoires administrés par le nouvel État d'Israël s'installent dans des camps de réfugiés aux abords de la ville et dans la ville elle-même, annexée par la Jordanie. Les camps principaux sont Ein Beit al-Ma, Balata et Askar. Raymonda Hawa-Tawil (La « Lionne de Naplouse ») y tient dans les années 1960-1970 un salon d'intellectuels.

#### Période de l'occupation israélienne (1967-1995)

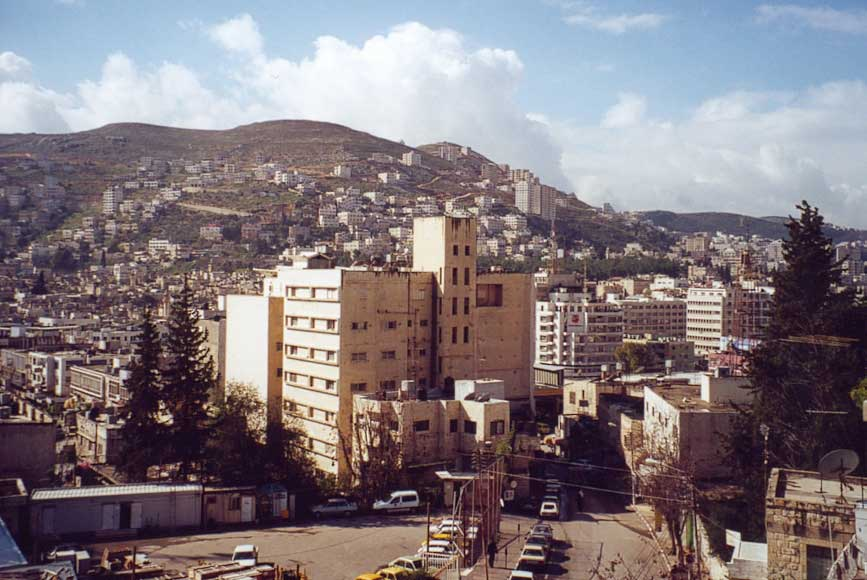
Vue de Naplouse en 1998.

La guerre des Six Jours a pour conséquence l'administration israélienne et la fondation de localités juives autour de la ville, Berakha, Itamar et Elon Moreh étant les plus proches. 
Finalement, l'autorité palestinienne obtient l'administration de la ville à partir du 12 décembre 1995, selon les accords d'Oslo, ce qui provoque l'élimination quasi totale de la circulation de Juifs dans la ville (à titre d'exemple la ligne de bus Jérusalem-Afula de la compagnie israélienne Egged comptait auparavant Naplouse parmi ses stations principales).

### Seconde Intifada (2000-2002)

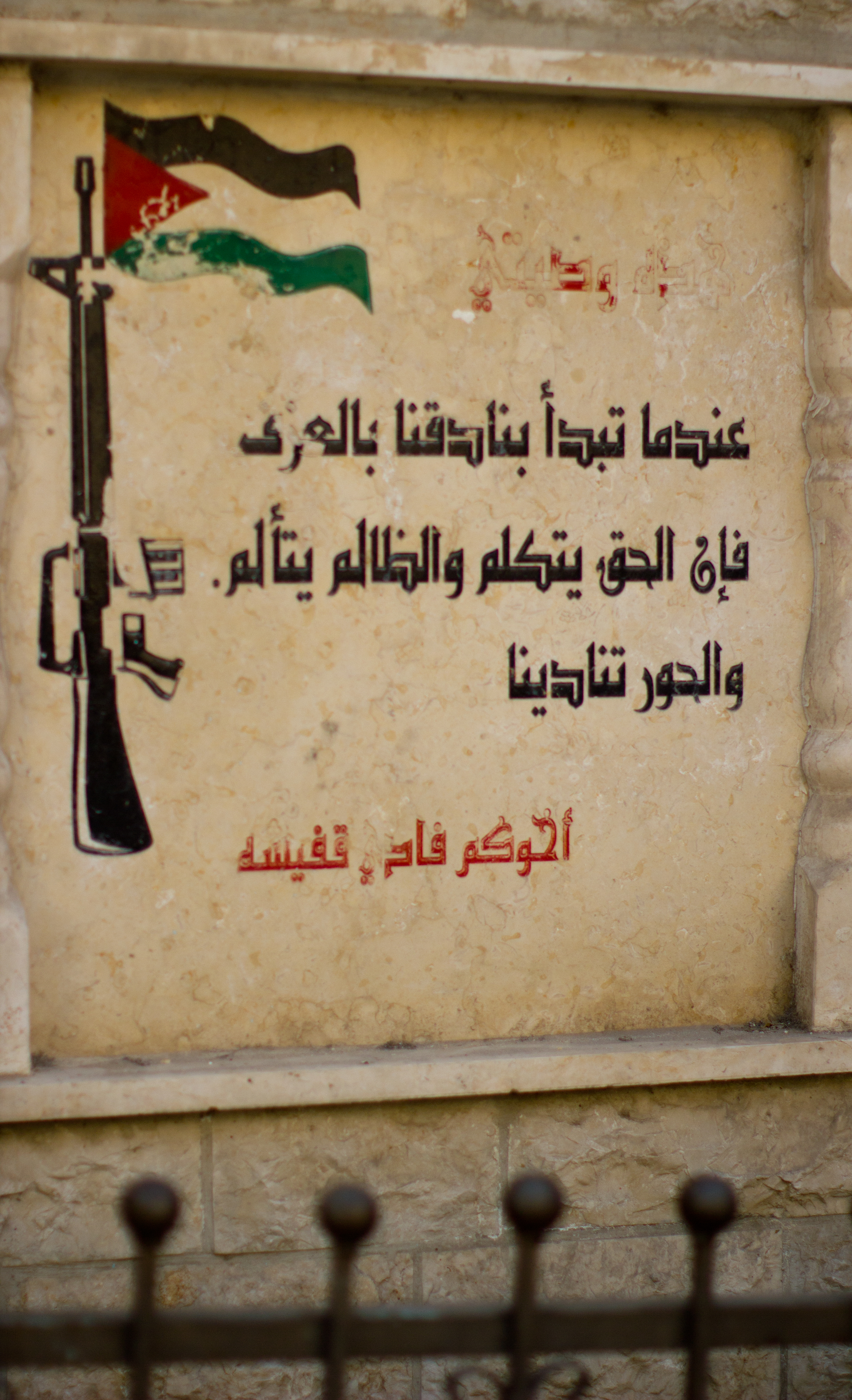
Martyrologie : fresque en l'honneur de (en) Fadi Kafisha, organisateur de plusieurs attentats-suicides sanglants, Naplouse.

Les tensions augmentent en l'an 2000 entre les forces israéliennes et les habitants des camps de réfugiés, en particulier ceux de Balata et d'Askar. Lorsque les Palestiniens déclenchent la seconde intifada, des armements sont fabriqués dans ces camps et la présence juive dans la ville est éliminée. La répression aboutit selon le bureau de la coordination des affaires humanitaires à 522 morts dans la ville de Naplouse et les camps environnants et à 3 104 blessés entre 2000 et 2005.

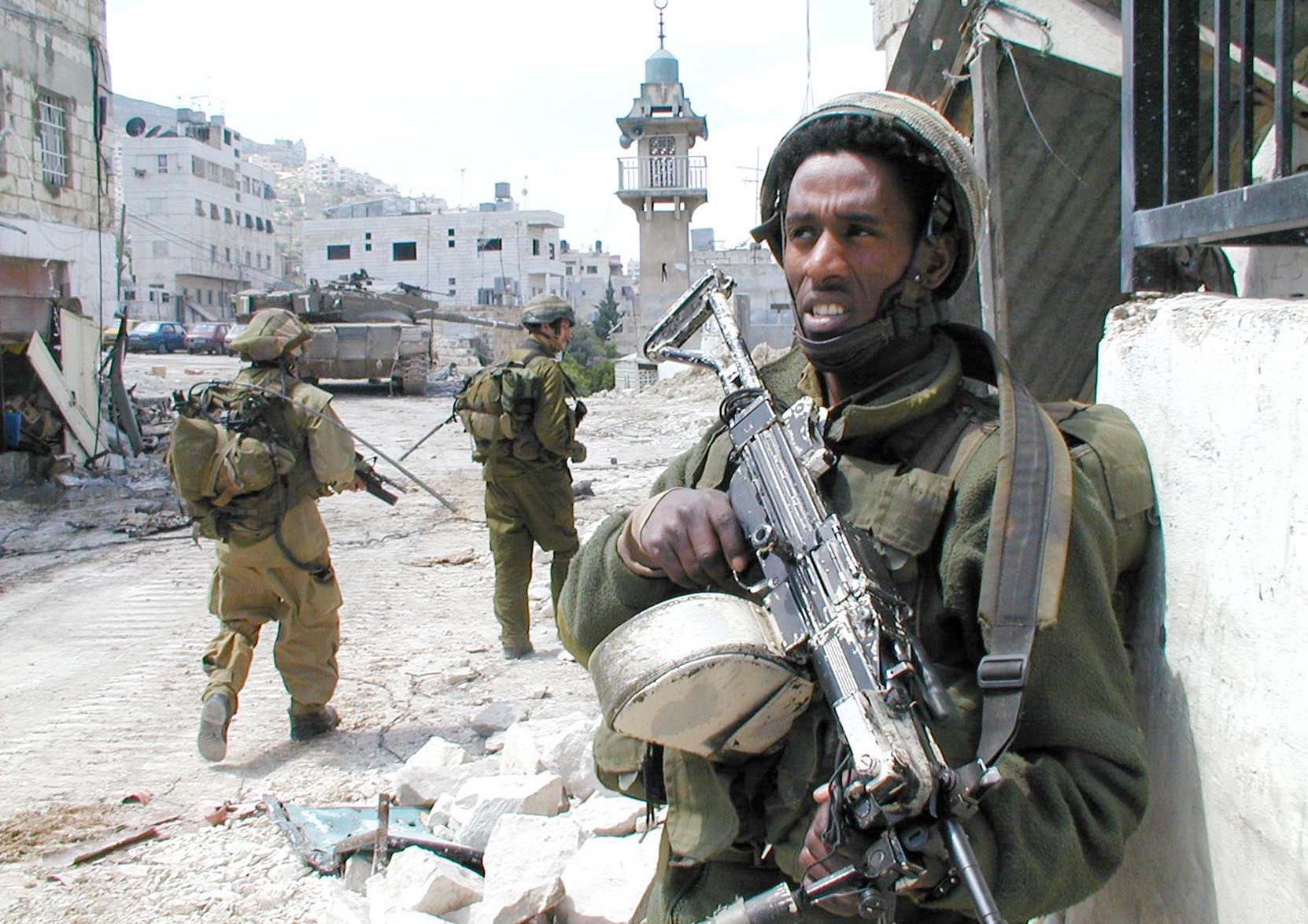
Chars et soldats israéliens de l'opération Rempart, à Naplouse en Cisjordanie, lors de la Seconde intifada, 8 avril 2002.

L'attentat du 27 mars 2002 à l'hôtel Park de Netanya qui cause la mort de 30 civils juifs et en blesse 143, suivi du meurtre de 4 membres de la famille Gavish le lendemain à Elon Moreh et de l'attentat meurtrier à Netzarim le surlendemain, provoque l'opération Rempart de la part des autorités israéliennes du gouvernement Sharon,. Naplouse est une des villes visées du fait de la présence de responsables des massacres. Quatre-vingts habitants de Naplouse sont tués et plusieurs maisons détruites. Une seconde opération démarre le 22 juin suivant et les forces armées israéliennes restent à Naplouse jusqu'en septembre, imposant un couvre-feu de vingt-quatre heures pendant soixante-dix jours. Soixante maisons d'activistes palestiniens sont détruites au bulldozer, la grande mosquée et d'autres mosquées, ainsi que l'église grecque-orthodoxe, sont endommagées par les combats.

### XXIesiècle
Naplouse est actuellement cernée par de nombreuses colonies israéliennes et par deux bases militaires israéliennes perchées sur les crêtes des montagnes. Beaucoup de Palestiniens subissent les arrestations préventives et les détentions administratives sans procès ni jugement.
Le 16 octobre 2015, des Palestiniens incendient le tombeau de Joseph, lieu de pèlerinage des Juifs orthodoxes.
Le groupe armé La Fosse aux lions, formé de quelques dizaines de jeunes combattants, a été formé à Naplouse en 2022. Beaucoup d'entre eux ont été tués dans des raids israéliens et la ville a été soumise à un blocus en 2022.
Le 19 février 2023, un raid israélien fait onze morts et au moins cent deux blessés par balles.
Le 9 octobre 2024, selon le Croissant Rouge et le ministère de la Santé, quatre Palestiniens âgés de 31 à 43 ans sont tués lors d'une opération de la police israélienne ; de leur côté, les Israéliens, dans un communiqué commun de la police, de l'armée et du Shin Bet, affirment avoir abattu cinq personnes recherchées pour terrorisme. D'après le gouverneur de Naplouse, les victimes était des « citoyens ordinaires ».
Le 25 février 2025, un habitant de la ville est tué et d'autres blessés par l'armée israélienne.

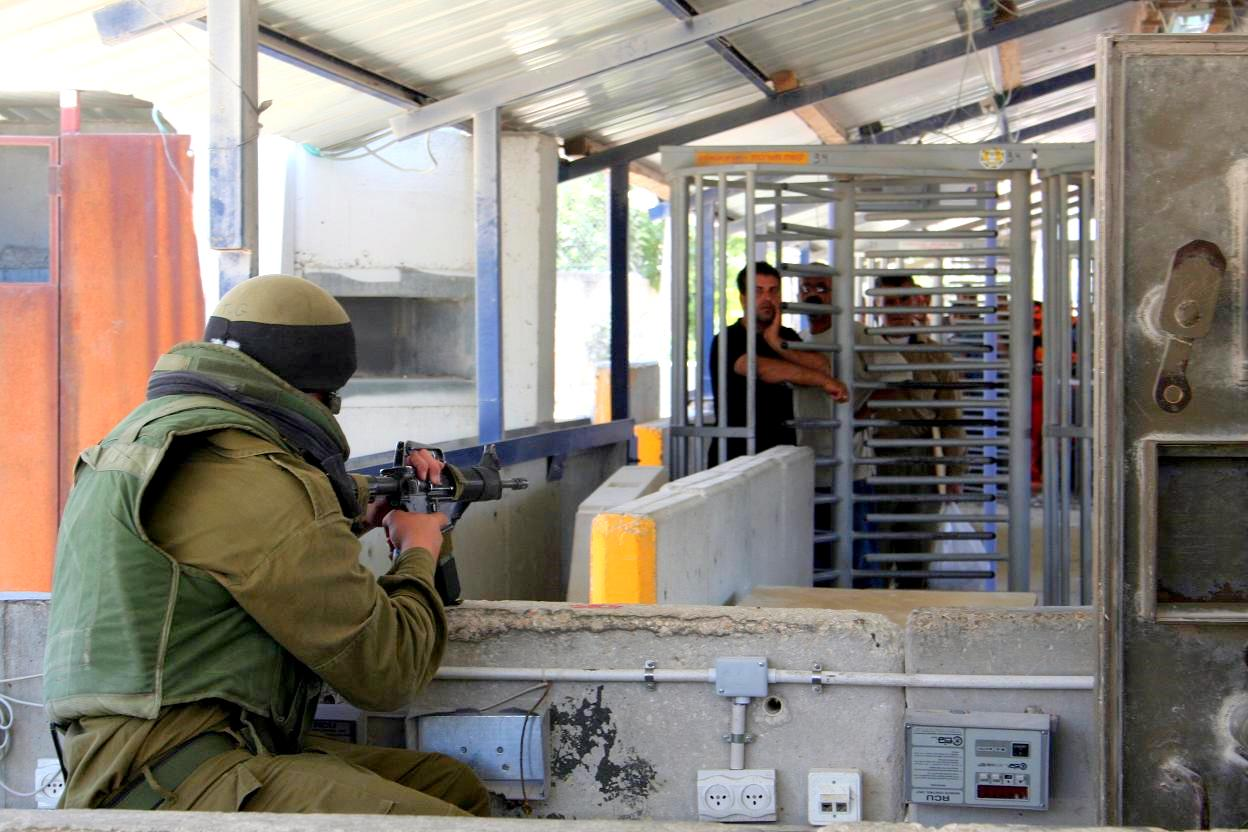
Soldat israélien face à des Palestiniens attendant au check-point d'Huwara, à l'entrée de Naplouse, le 12 juin 2006.

Depuis le début de la guerre de Gaza en 2023 toute la région de Naplouse subit des contrôles parfois très longs. Dix-sept checkpoints militaires entourent la ville en 2025. Le 10 juin, l'armée israélienne lance une vaste opération militaire contre la ville ; deux personnes sont tuées, plus d'une soixantaine blessées et d'autres arrêtées dans la répression d'un groupe de jeunes hommes et des garçons qui s'étaient réunis pour brûler des pneus et jeter des pierres sur les véhicules blindés des forces d'occupation israéliennes,. Un couvre-feu est instauré et les bâtiments publics de Naplouse, notamment les écoles, sont fermés.

## Politique et administration
La ville est dirigée par un conseil de quatorze membres.

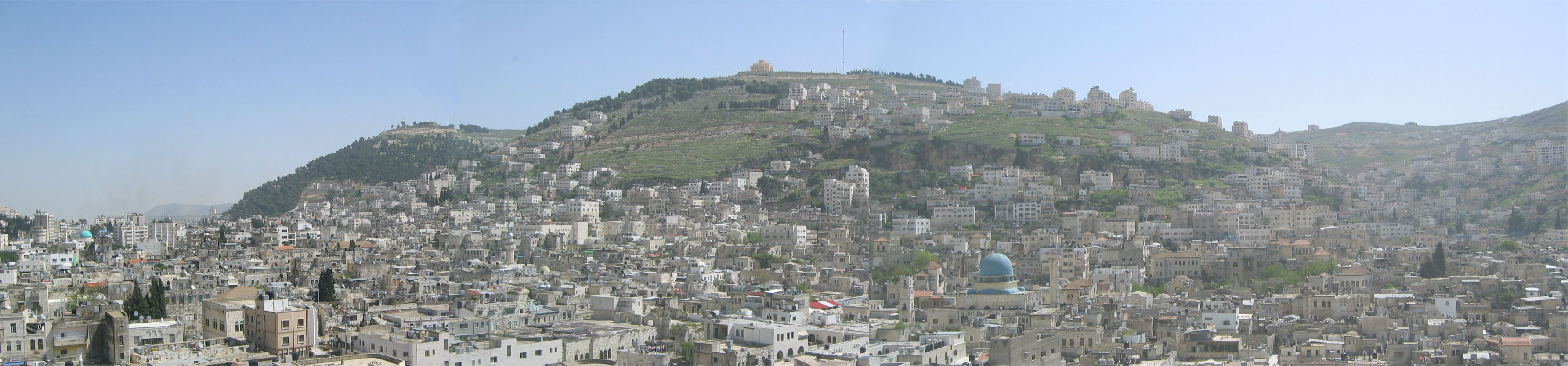
Panorama de Naplouse (2005)

| Période                                  | Période      | Identité              | Étiquette | Qualité |
| ---------------------------------------- | ------------ | --------------------- | --------- | ------- |
| décembre 2005                            | octobre 2012 | Adli Yaïch            |           |         |
| octobre 2012                             | août 2015    | Ghassan Chakaa        |           |         |
| août 2015                                | mai 2017     | Samih Raouhi Toubaila |           | intérim |
| mai 2017                                 | août 2019    | Adli Yaïch            |           |         |
| août 2019                                | En cours     | Samih Raouhi Toubaila |           |         |
| Les données manquantes sont à compléter. |              |                       |           |         |

## Jumelages
- Lille (France)
- Naples (Italie)
- Poznań (Pologne) depuis le 22 mai 1997
- Stavanger (Norvège)
- Schaerbeek (Belgique)

## Patrimoine

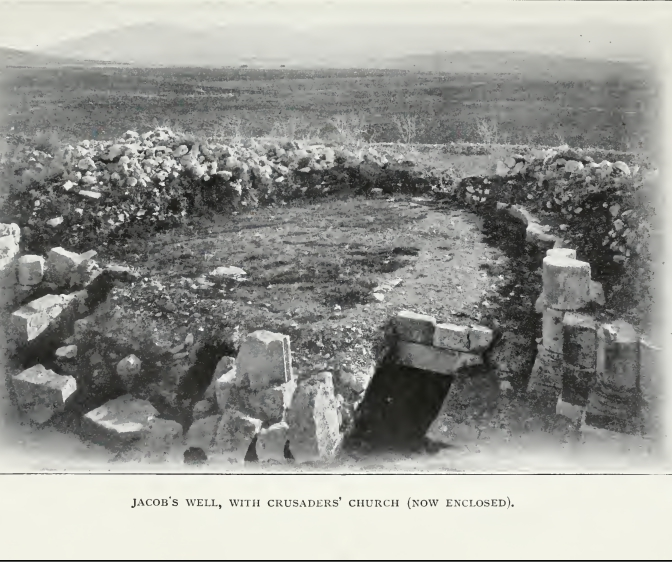
Le puits de Jacob en 1903

### Le puits de Jacob
Le puits de Jacob est situé à l'entrée[Laquelle ?] de l'actuelle Naplouse.

### Le tombeau de Joseph

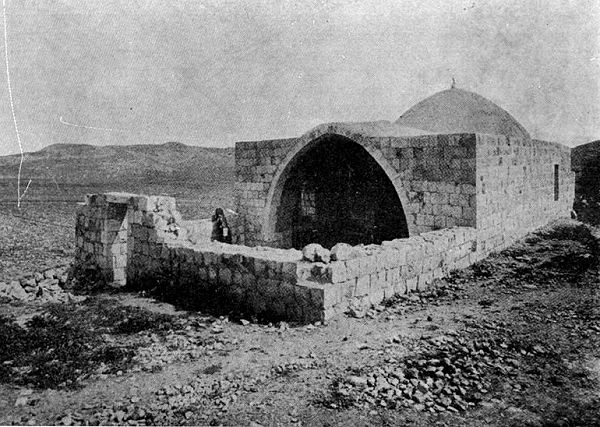
Tombeau de Joseph.

Sichem, site du tombeau de Joseph. Le monument fait partie du patrimoine juif, ce qui l'inclut parmi les sites ouverts aux Israéliens, bien que situés en zone palestinienne A dont l'accès leur est interdit. L'espace abritait jusqu'à l'an 2000 une yechiva. L'armée israélienne assurait la protection du tombeau de Joseph jusqu'à la seconde intifada et il est depuis saccagé à plusieurs reprises par les Palestiniens. L'accès aux Israéliens est très limité (généralement une nuit par mois), malgré la réglementation des lieux saints par les accords d'Oslo.
Ce tombeau est également important pour les Samaritains, du fait de sa proximité avec le mont Garizim.

### Autres monuments

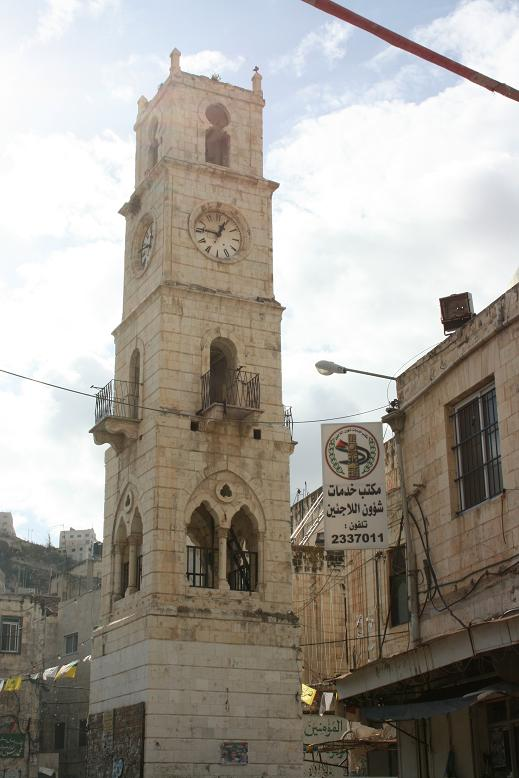
La tour de l'horloge (époque ottomane)
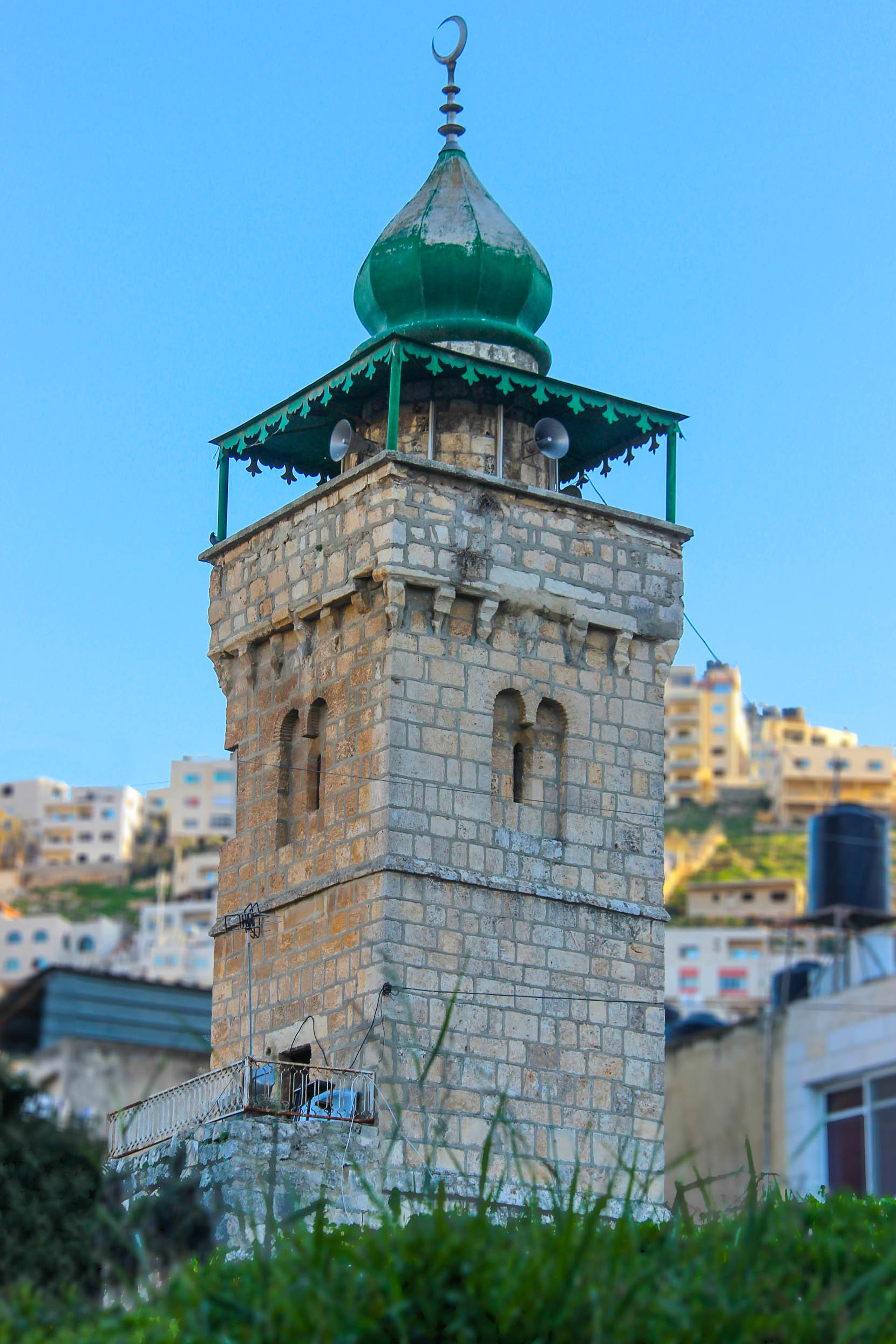
Minaret de la mosquée al-Khadra.
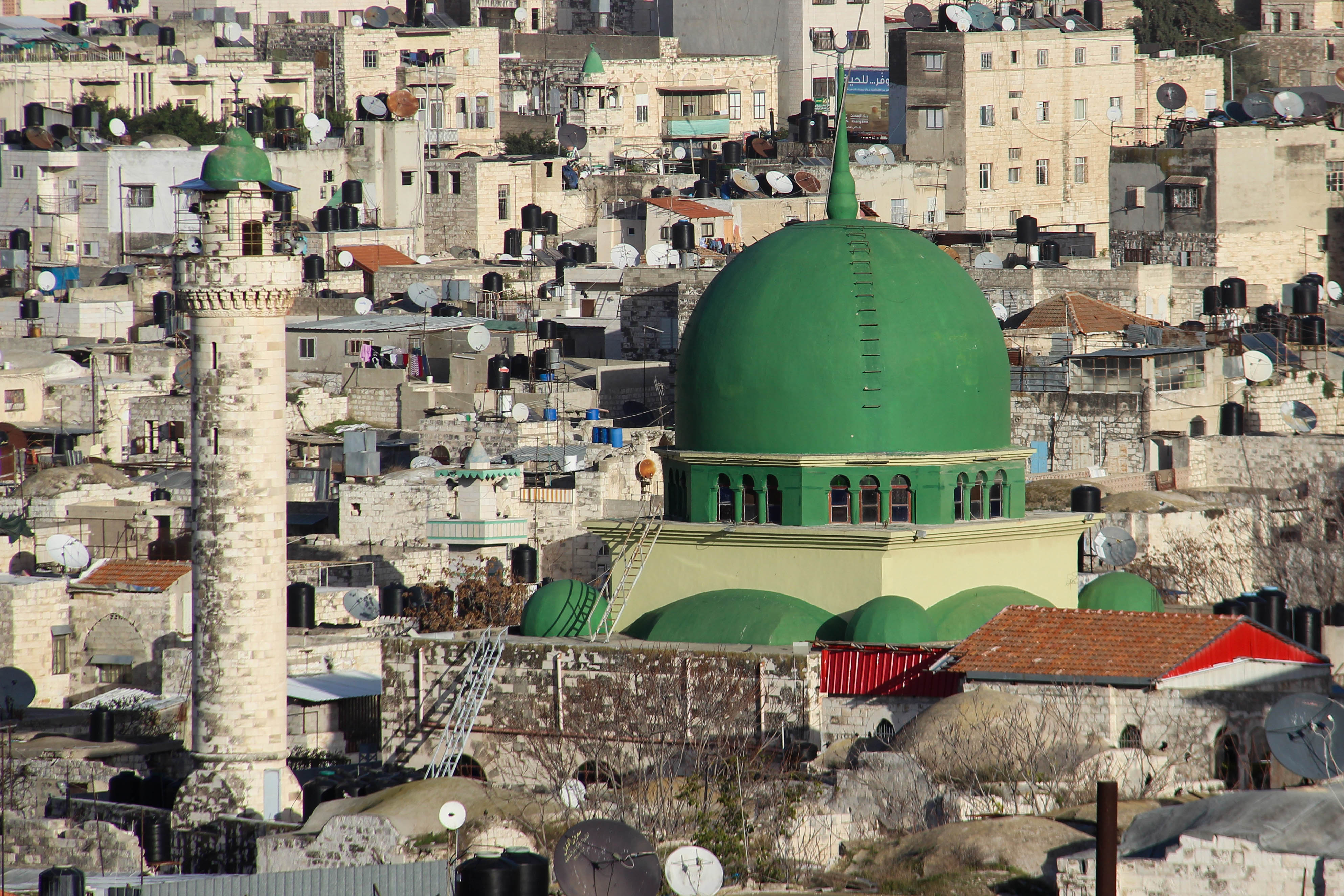
La mosquée an-Nasr.
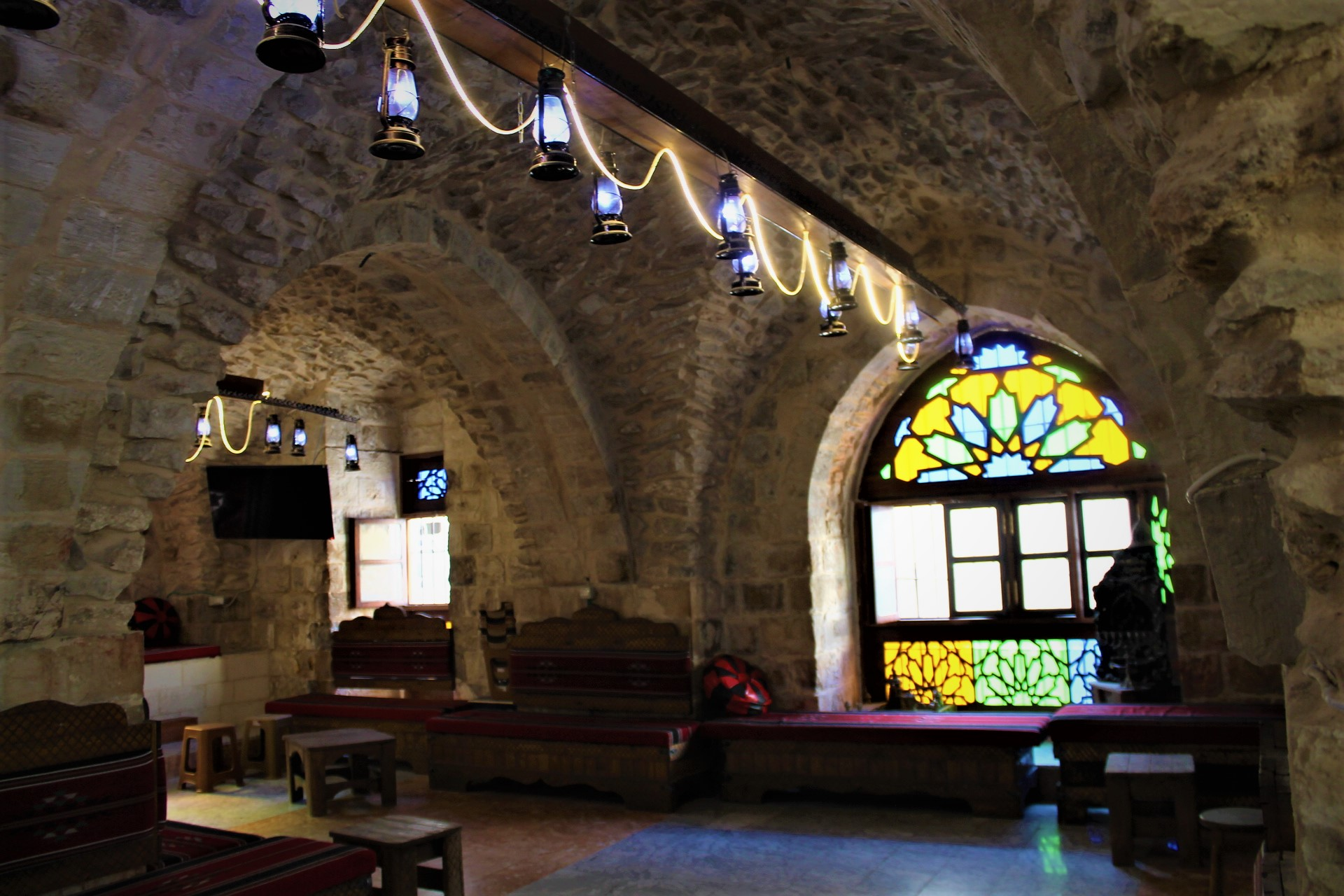
Les bains turcs.
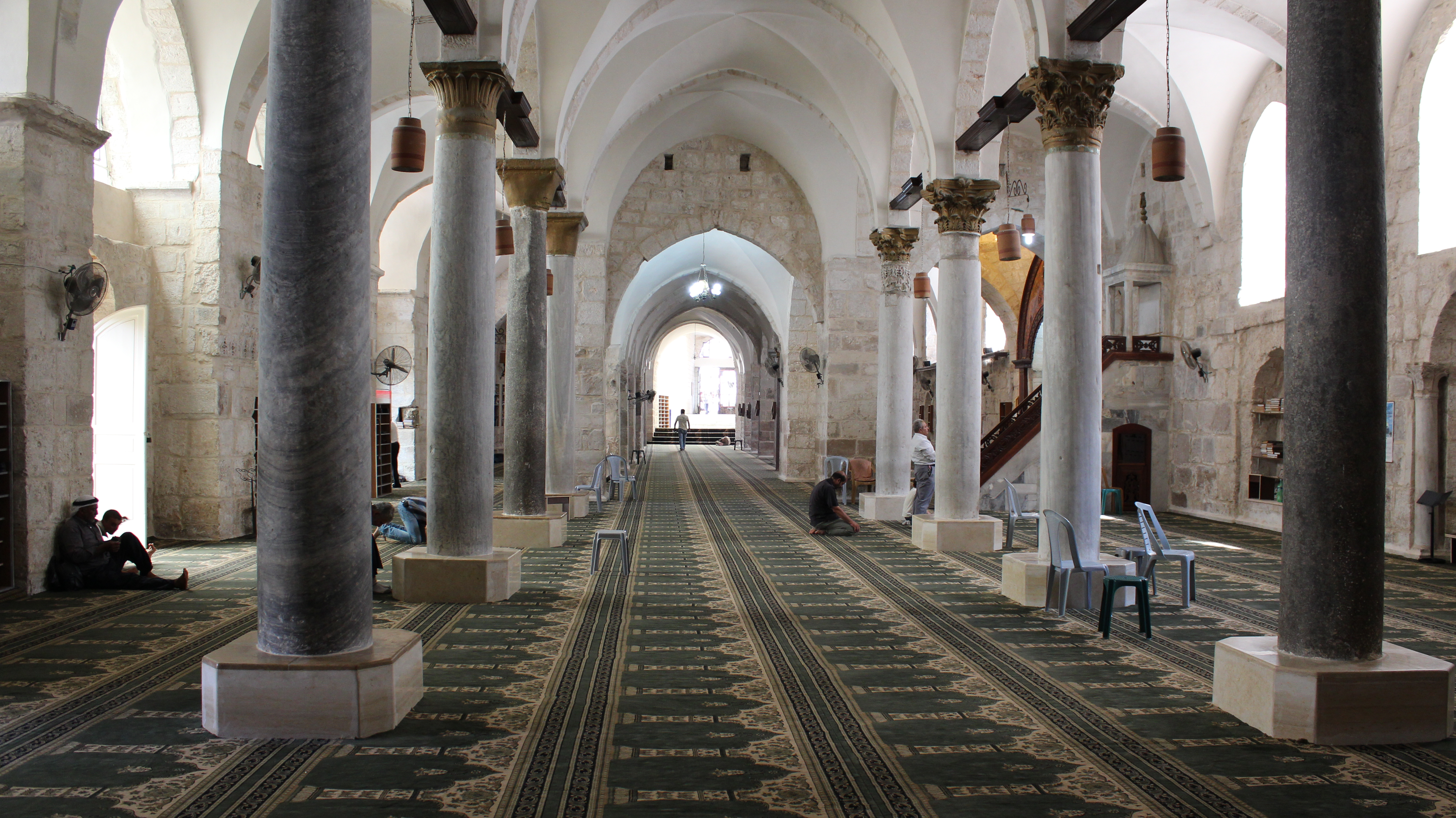
La Grande Mosquée de Naplouse.
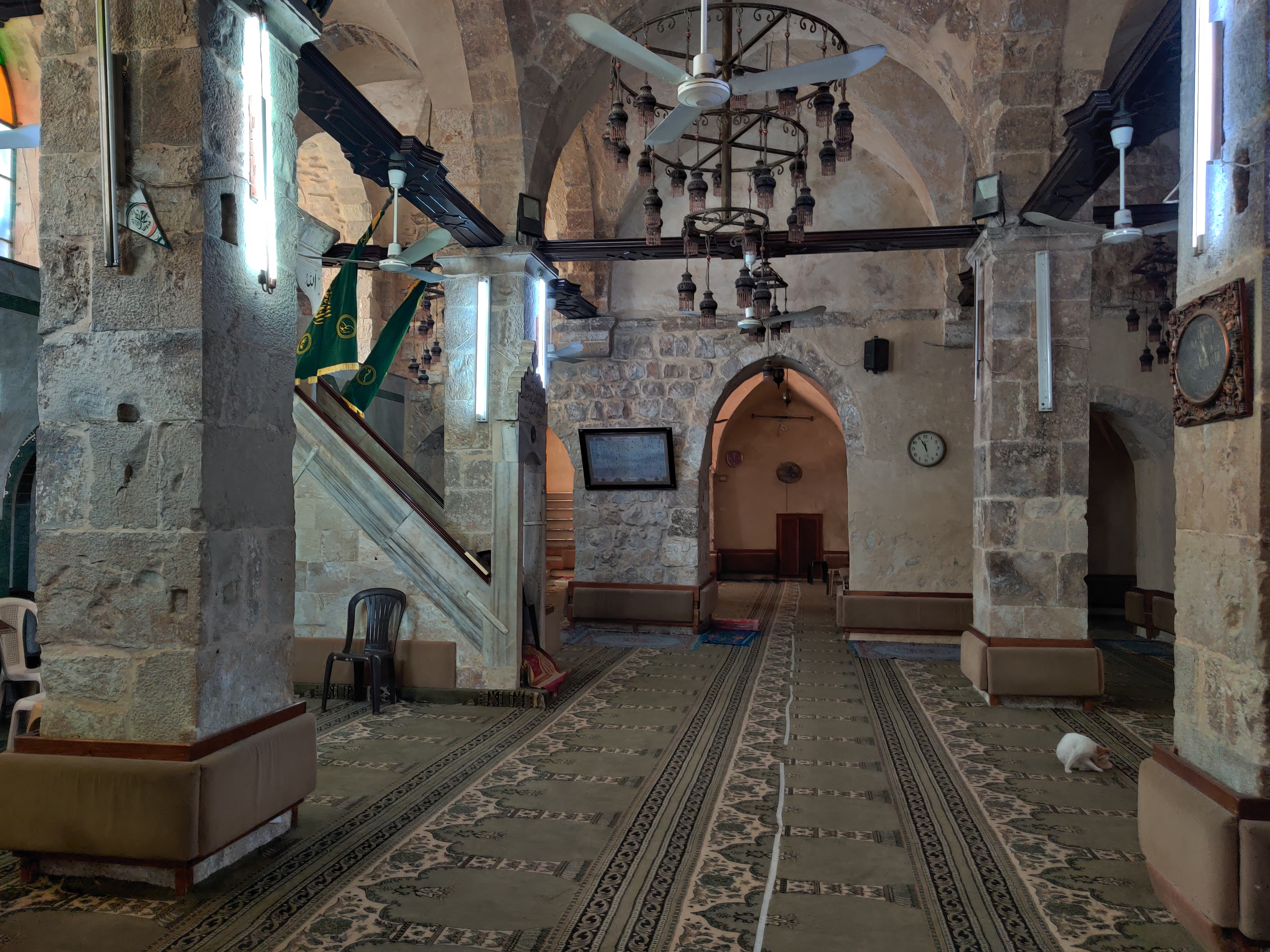
Intérieur de la mosquée al-Beik.
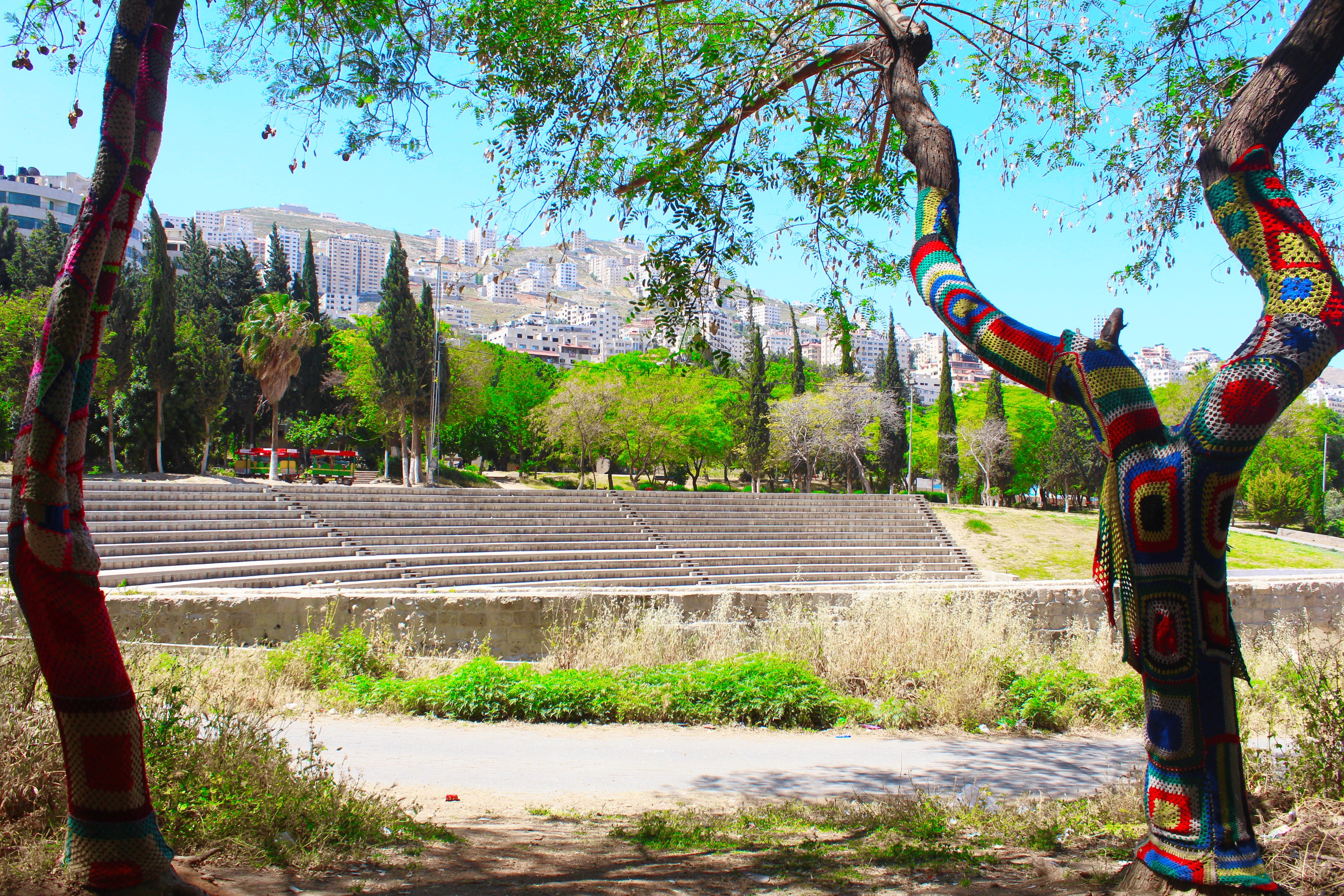
Le jardin Jamal Abdel Nasser.
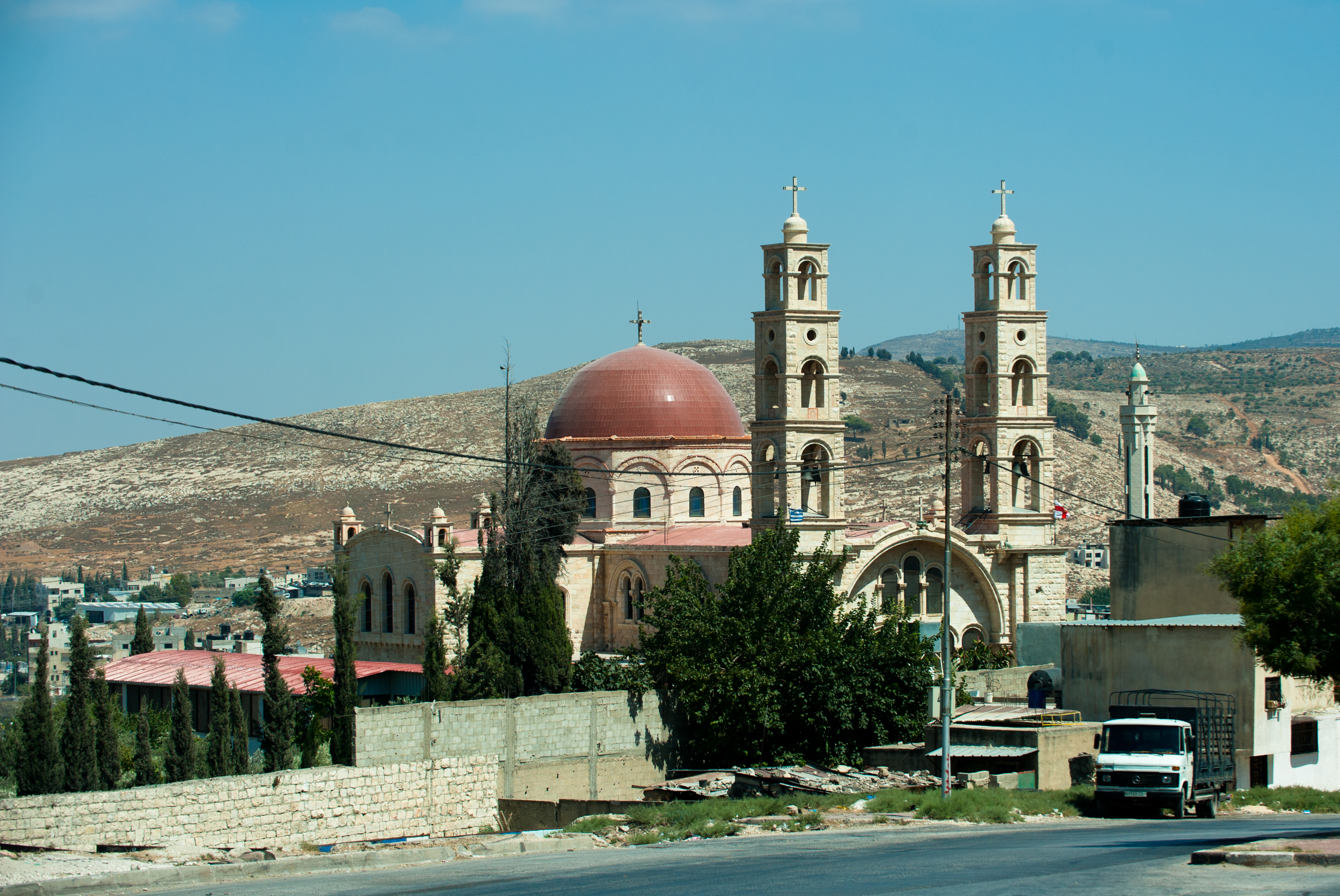
L'église grecque orthodoxe de Sainte-Photine.
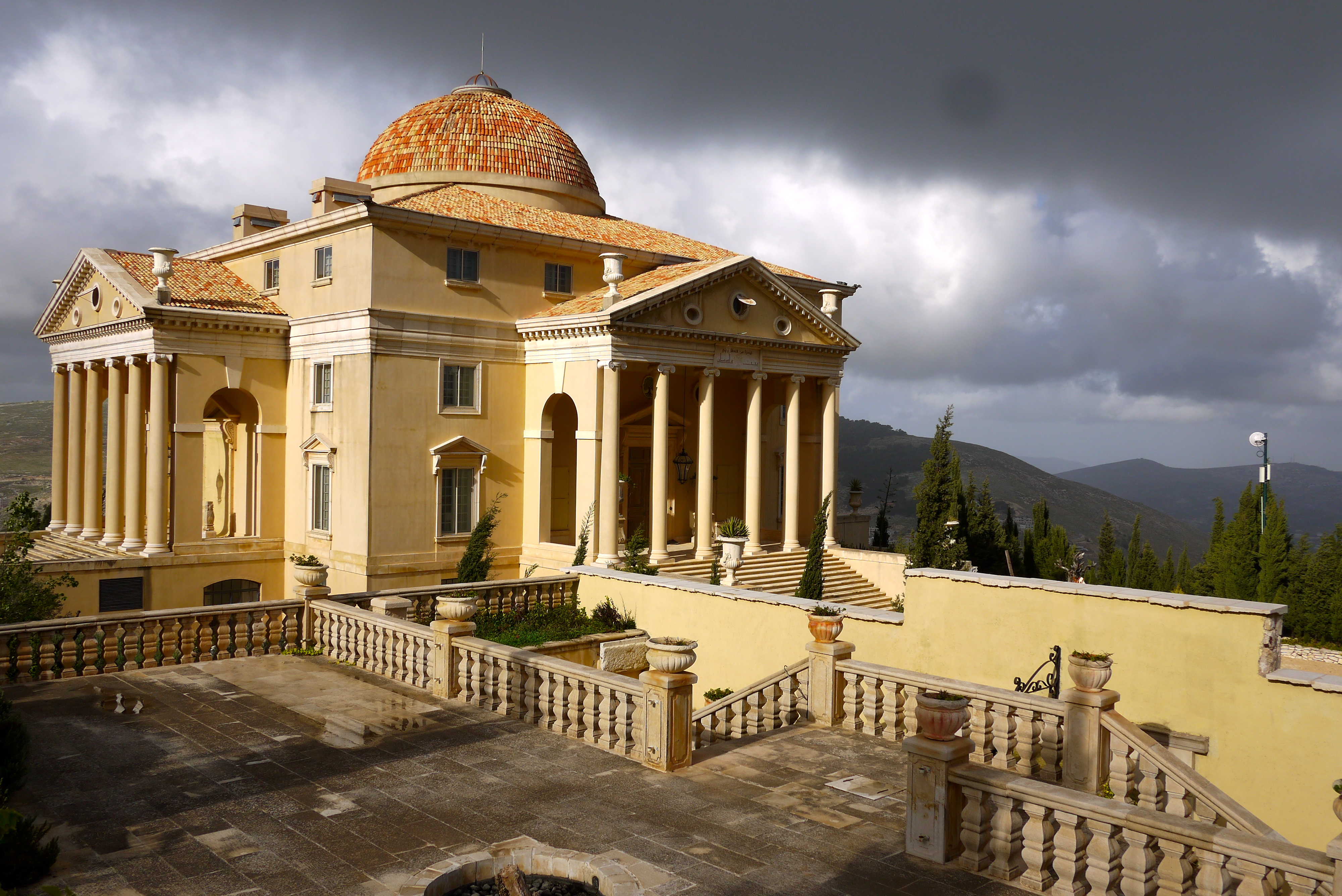
Le palais al-Masri, sur la mont Garizim, 23 mars 2013.

## Personnalités
- Souha Arafat, née en 1963
- Mounib el-Masri, né en 1934, homme politique palestinien.
- Shadia Abou Ghazalé, née en 1949 et décédée en 1968, militante palestinienne.